# Adriana Genta
Adriana Genta (Montevideo, Uruguay; 27 de junio de 1952 - Buenos Aires, Argentina; 9 de febrero de 2017) fue una actriz y dramaturga uruguaya nacionalizada argentina.

## Carrera
Radicada  en Argentina desde 1974, estudió en la Escuela Nacional de Arte Dramático y se formó en dramaturgia con Mauricio Kartún y Ricardo Monti. 
A lo largo de su amplia carrera teatral fue dirigida por grandes directores como Carlos Ianni, Alberto Ure, Villanueva Cosse, Lorenzo Quinteros, Víctor Bruno y Francisco Javier.
A partir de 1988 se inicia en la dramaturgia. Sus obras literarias fueron estrenadas y publicadas en España, Francia, Alemania, Chile, Perú, Uruguay, Estados Unidos, Colombia y Cuba.
Incursionó en el cine, siendo una de las guionistas del film Corazón voyeur de Néstor Lescovich. Como autora de radioteatro, su obra Mujer de barro resultó ganadora del Premio Radioteatro para Aplaudir que entrega Argentores.
Ha obtenido prestigiosos premios como autora, tanto en nuestro país como en el exterior: Trinidad Guevara, María Guerrero, Premio Municipal de Dramaturgia, María Teresa de León, Premio Torres Agüero y el Premio Teatro Breve de Valladolid.
También se dedicó a la investigación teatral y al trabajo social en fundaciones solidarias. 
La actriz Adriana Genta murió en Buenos Aires el 9 de febrero de 2017 a los 64 años de edad, luego de una larga enfermedad.

## Filmografía
- 2002: Corazón voyeur. (como guionista y argumentista).[5]

## Radioteatro
- 1988: En el aire (radioteatro unitario). (Como autora).

## Teatro
- Donde el viento hace buñuelos
- Antígona
- El padre
- La prudencia
- Compañeros
- El círculo
- Babilonia
- Blues de la calle Balcarce
- No me dejes no

## Obras como dramaturga
- Estrella negra
- Desterrados
- Compañero del alma
- Cielo de cartón
- Historias perforadas
- Violeta
- Pequeñas dosis 1
- Pequeñas dosis 2
- La complicidad de la inocencia
- El invento maravilloso
- No me dejes no
- Voltaje

## Premios
- 1999: La pecadora, habanera para piano Premio Trinidad Guevara (Argentina)[6]
- 1999: La pecadora, habanera para piano Premio María Guerrero (Argentina)
- 1998: La pecadora, habanera para piano Nominación Premio Florencio - Autor Nacional (Uruguay)
- 1997: La pecadora, habanera para piano Premio Secretaría Cultura Municipalidad de Buenos Aires (Argentina)
- 1996: La pecadora, habanera para piano Premio María Teresa León (España)
- 1995: Estrella Negra 2.º Premio Secretaría Cultura de Buenos Aires (Argentina)
- 1992: Estrella Negra Premio Teatro Breve de Valladolid (España)
- 1992: Compañero del Alma Premio Torres Agüero Editor (Argentina)
- 1989: Compañero del Alma Nominación Florencio Mejor Espectáculo Extranjero